# Nostracarlus
Albums de Carlos
Tous les enfants vont chanter
(1980) Tubes à boum
(1984)
Nostracarlus est un album studio enregistré par Carlos. Il fut publié en 1982.

Liste des pistes:

1. Nostracarlus
2. S.O.S.
3. Ma corrida
4. Les pauvres papas
5. Je suis un rigolo (fou le boogie)
6. Maguy
7. La chanson des cromagnons
8. Je suis trop sentimental
9. Si je maigris
10. Pourvou qué ça doure
11. Carlos à Saint-André-les-Alpes